# THE GREATEST HITS (アルバム)
『THE GREATEST HITS』（ザ・グレイテスト・ヒッツ）は、LOVE PSYCHEDELICOによる1枚目のスタジオ・アルバム。

## 制作の背景
まだ二人が青山学院大学の音楽サークル「ACM」（Aoyama Creative Music）に在籍していた頃 に作られたデモテープを土台に、アコースティック・ギターと歌のみ録音し直して完成させた処女作。
発売日も1000年に一度の1並びの日とし、タイトルもズバリ「THE GREATEST HITS」と銘打った作品として世に送り出された。
彼らがデビューするまでの1997年から2000年にかけての時期、日本でも本格的なロック・フェスティバルが開催されて国内外のアーティストが共に出演するようになったり、彼らと同様に洋楽に強い影響を受け、英語と日本語が入り混じった歌を歌う宇多田ヒカルがメガヒットを記録したりするなど、洋楽と邦楽の垣根が取り払われていた。また彼らと同様、60-70年代のロック、ブルース、R&B、ソウル、ロックンロール、サイケデリック・ロック、カントリーなどのルーツミュージックを現代風にアレンジしたEGO-WRAPPIN'のようなアーティストが流行していたこともあり、この作品はオリコン集計で160万枚を超えるセールスを記録した。
THE ALFEEの坂崎幸之助も購入し、しばらく愛聴していた。後に自身のラジオ番組で、「英語まじりの日本語の歌は好きじゃないけど、彼らだけは逆で『格好良いなぁ』と思った」と語っている。
タイトルからベスト・アルバムであると誤解されがちであるが、本作はオリジナル・アルバムである。これは当人たちが意図的に命名したものであり、実際に収録曲の3曲目まではシングルで発売されたものを発売順に並べ、収録曲のうち完全な新曲は半分の5曲と、この時点におけるベスト盤とも言うべき内容であった。なおエレキメインのロック色の強い楽曲はシングル曲、アコースティックメインのゆったりとした楽曲はアルバム曲と言った具合にきちんと棲み分けが行われていた。
アルバムのアートワークはグラフィックデザイナーの藤川コウとともに作り上げた。

## アルバム解説
アルバムのテーマは“ロックなんて聴かない女の子の部屋のCDの棚にロックのリフが入っているCDを1枚置く”。
本作の時点で、80年代のバンドブーム以降に多様化した日本のロックとは異なる洋楽のエッセンスを前面に打ち出したサウンドとNAOKIの印象的なギターリフ、KUMIが手がける日本語と英語が混在する歌詞という彼らの基本的なスタイルをすでに確立していた。
60-70年代の音楽でありながら音作りは90-00年代のそれであり、決して懐古趣味ではない現代的なセンスに裏打ちされたサウンド・プロダクトが特徴。クラブ・ミュージックの影響を感じさせる打ち込みを中心としたリズムトラックでは当時（2000年前後）の流行のリズムを感じさせるなど、しっかりと同時代のサウンドを取り込んでアップデートされていた。

## 収録曲
1. LADY MADONNA 〜憂鬱なるスパイダー〜
本作のファーストトラックにしてLOVE PSYCHEDELICOのデビュー・シングル。初めて出演した音楽番組「僕らの音楽」でも演奏されている。
Right onCMソング。
2. Your Song
2ndシングル。
SEIKO「ルキア」CMソング。
ベスト・アルバム『Early Times』の1曲目に収録。
3. Last Smile (extension mix)
3rdシングル。
シングル・バージョンよりもわずかに尺が長くなっているものを収録。
4. I mean love me
アルバムオリジナル曲。全編英語詞。
5. Moonly
3rdシングル「Last Smile」カップリング曲のアルバムバージョン。本来はこちらがオリジナルであり、シングルに収録されていたものにはSingle editとついている。
6. Are you still dreaming ever-free?
アルバム・オリジナル曲。全編英語詞。ギター弾き語りの1分にも満たない楽曲。
7. I miss you
アルバム・オリジナル曲。
8. ノスタルジック'69
2ndシングル「Your Song」のカップリング曲。シングルと同じミックスで収録。
9. These days
アルバム・オリジナル曲。アコースティック・ギターをメインとした曲。
10. LOW (ver.1.1)
1stシングル「LADY MADONNA 〜憂鬱なるスパイダー〜」のカップリング曲。「ver1.1」という別バージョンを収録している。
11. A DAY FOR YOU
アコースティック・サウンドを全体的に押し出した楽曲。

### 楽曲クレジット
| 全作詞・作曲: LOVE PSYCHEDELICO。 |                                        |                   |                   |      |
| #                                 | タイトル                               | 作詞              | 作曲・編曲        | 時間 |
| 1.                                | 「LADY MADONNA〜憂鬱なるスパイダー〜」 | LOVE PSYCHEDELICO | LOVE PSYCHEDELICO | 4:41 |
| 2.                                | 「Your Song」                          | LOVE PSYCHEDELICO | LOVE PSYCHEDELICO | 3:37 |
| 3.                                | 「Last Smile (extension mix)」         | LOVE PSYCHEDELICO | LOVE PSYCHEDELICO | 6:40 |
| 4.                                | 「I mean love me」                     | LOVE PSYCHEDELICO | LOVE PSYCHEDELICO | 4:32 |
| 5.                                | 「Moonly」                             | LOVE PSYCHEDELICO | LOVE PSYCHEDELICO | 5:26 |
| 6.                                | 「Are you still dreaming ever-free?」  | LOVE PSYCHEDELICO | LOVE PSYCHEDELICO | 0:57 |
| 7.                                | 「I miss you」                         | LOVE PSYCHEDELICO | LOVE PSYCHEDELICO | 4:13 |
| 8.                                | 「ノスタルジック '69」                 | LOVE PSYCHEDELICO | LOVE PSYCHEDELICO | 5:00 |
| 9.                                | 「These days」                         | LOVE PSYCHEDELICO | LOVE PSYCHEDELICO | 3:22 |
| 10.                               | 「LOW (ver.1.1)」                      | LOVE PSYCHEDELICO | LOVE PSYCHEDELICO | 3:42 |
| 11.                               | 「A DAY FOR YOU」                      | LOVE PSYCHEDELICO | LOVE PSYCHEDELICO | 3:57 |
| 合計時間:                         | 合計時間:                              | 46:07             |                   |      |

## 参加ミュージシャン
- Additional Keyboards：清水俊也 （AYANE'S PATRON SHIMIZU）